# Dustin Hoffman
Dustin Lee Hoffman (ur. 8 sierpnia 1937 w Los Angeles) – amerykański aktor, reżyser i producent filmowy, dwukrotny laureat Oscara.

## Życiorys

### Wczesne lata
Urodził się w Los Angeles w Kalifornii w rodzinie Żydów aszkenazyjskich. Jego matką była Lillian z domu Gold, pianistka jazzowa. Jego ojcem był Harry Hoffman scenograf Columbia Pictures. Swoje imię otrzymał od imienia hollywoodzkiego aktora Dustina Farnuma. Jego starszy brat Ronald został adwokatem i ekonomistą.
W 1955 ukończył szkołę średnią Los Angeles High School. W 1956 porzucił Santa Monica City College. Od początku myślał o aktorstwie i dlatego w 1958 wstąpił do Pasadena Playhouse w Pasadenie, w stanie Kalifornia, gdzie zaprzyjaźnił się ze studentem Gene’em Hackmanem.

### Początki kariery
Debiutował w sztuce Tak jest dla bardzo młodego człowieka (Yes Is For a Very Young Man, 1960) na scenie Sarah Lawrence College, a rok później wystąpił na Broadwayu w spektaklu Kucharz dla pana generała (A Cook For Mr. General, 1961). Następnie studiował w słynnym nowojorskim Actors Studio, aby poznać tajniki metody wszczepiane całym pokoleniom amerykańskich aktorów przez Lee Strasberga. Swoją pracę na ekranie zapoczątkował gościnnym występem w dwóch odcinkach serialu ABC Nagie miasto (Naked City, 1961, 1963).
Grał na scenie Theatre Company of Boston (1964), m.in. w takich przedstawieniach jak Końcówka (Endgame) Samuela Becketta, Towarzysz Quare (The Quare Fellow) i W dżungli miejskiej (In the Jungle of Cities) Bertolta Brechta, w nowojorskim American Place Theater (1965) w spektaklu Harry, południe i noc (Harry, Noon and Night). Był asystentem reżysera Ulu Grosbarda sztuki Arthura Millera Widok z mostu (A View From the Bridge, 1965), pracował jako menadżer sceniczny na Broadwayu przy realizacji przedstawienia Tematem były róże (The Subject Was Roses, 1965).
W 1968 spróbował swoich sił jako reżyser broadwayowskiego spektaklu Jimmy Shine.
Był na okładkach „People”, „Interview”, „Time”, „Esquire”, „L’Uomo Vogue”, „Vanity Fair”, „Rolling Stone”, „GQ”, „Entertainment Weekly”, „Harper’s Bazaar”, „Film” i „Life”.

### Kariera ekranowa
W tym okresie okazjonalnie grywał w reklamach telewizyjnych. Na początku i w połowie lat 60. występował w programach i serialach telewizjnych: Naked City, The Defenders, Hallmark Hall of Fame, The Nurses.

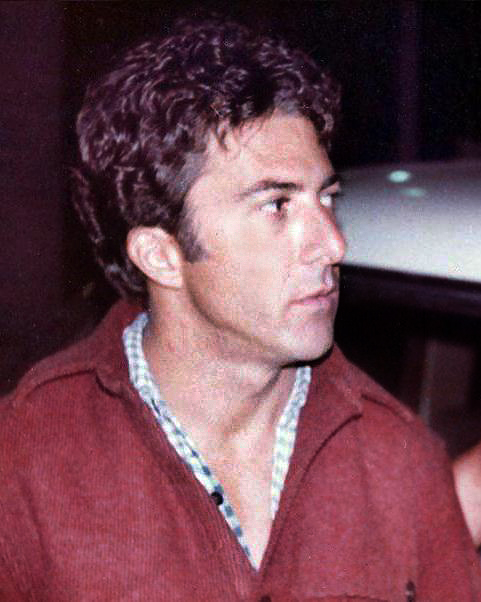
Dustin Hoffman (1974)

Jego kinowym debiutem był udział w komedii Arthura Hillera The Tiger Makes Out (1967) u boku Eli Wallacha. Pozycję gwiazdora zdobył natychmiast, dzięki kreacji niedojrzałego, nadwrażliwego i niepozornego fizycznie Benjamina Braddocka, absolwenta wyższej uczelni, który wpada w sidła romansu w melodramacie Mike’a Nicholsa Absolwent (The Graduate, 1967), za którą otrzymał nagrodę Złotego Globu jako obiecujący aktor, Brytyjskiej Akademii Filmowej (BAFTA) i nominację do nagrody Oscara. Do tej roli byli brani pod uwagę także Warren Beatty i Robert Redford. Wyzwaniem była nominowana do Oscara rola kulawego złodziejaszka Ratso Rizzo, żałosnego, a zarazem tragicznego w swojej niemal zwierzęcej amoralności w dramacie Johna Schlesingera Nocny kowboj (Midnight Cowboy, 1969).
W satyrycznej ekranizacji powieści Thomasa Bergera Mały Wielki Człowiek (Little Big Man, 1970) w reż. Arthura Penna z Faye Dunaway jako Jack Crabb, stulatek, opowiada reporterowi historię swojego długiego i niezwykłego życia na Dzikim Zachodzie. W okresie mody na kino przemocy i gwałtu zagrał mrukliwego astrofizyka w dreszczowcu Sama Peckinpaha Nędzne psy (Straw Dogs, 1971). Rola kontrowersyjnego prezentera kabaretowego Lenny’ego Bruce’a, który prowokował Amerykę bezkompromisową krytyką i wulgarnym językiem, w dramacie biograficznym Boba Fosse’a Lenny (1974) z Valerie Perrine przyniosła mu kolejną nominację do Oscara.
W dramacie historycznym Alana J. Pakuli Wszyscy ludzie prezydenta (All the President’s Men, 1976) zagrał dziennikarza Carla Bernsteina odpowiedzialnego wraz z Bobem Woodwardem (Robert Redford) za ujawnienie afery Watergate. Za postać Teda Kramera, który porzucony przez żonę poświęca się wychowaniu sześcioletniego Billy’ego, w dramacie Sprawa Kramerów (Kramer vs. Kramer, 1979) został uhonorowany nagrodą Oscara i nagrodą Złotego Globu.

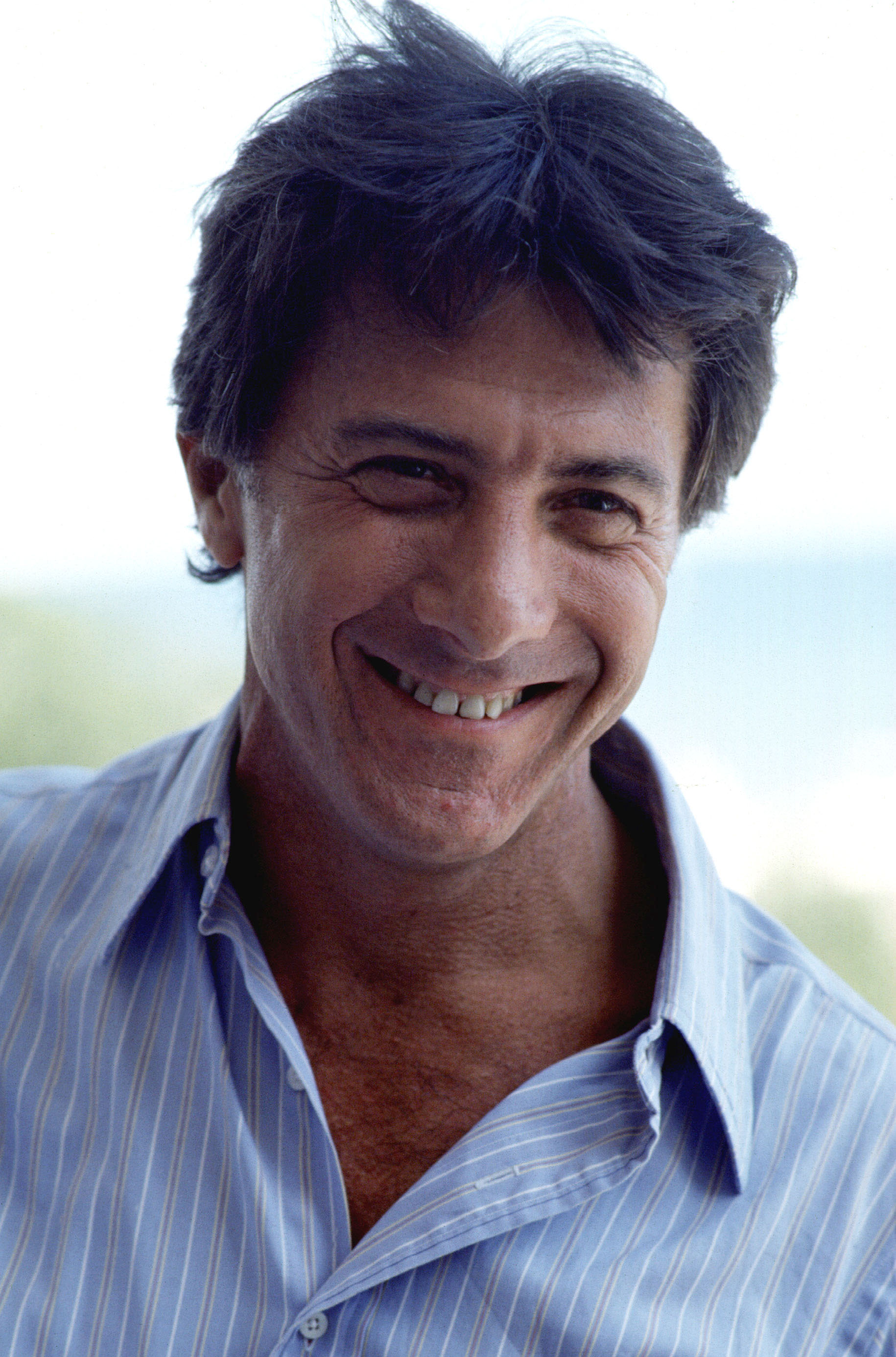
Dustin Hoffman (1984)

Rola zdeprymowanego bezrobotnego aktora, który podbija Amerykę kobiecą rolą w telewizyjnej operze mydlanej, w komedii Sydneya Pollacka Tootsie (1982) przyniosła mu jeszcze jedną nagrodę Złotego Globu i Brytyjskiej Akademii Filmowej (BAFTA) oraz nominację do nagrody Oscara. Za postać objazdowego sprzedawcy, żyjącego iluzją, że jemu i jego rodzinie jest pisane odnieść sukces, w telewizyjnej adaptacji sztuki Arthura Millera CBS Śmierć komiwojażera (Death of a Salesman, 1985) w reżyserii Volkera Schlöndorffa dostał nagrody Emmy i Złoty Glob. Dzięki przejmującej kreacji cierpiącego na autyzm schizofreniczny Raymonda Babbitta w dramacie Barry’ego Levinsona Rain Man (1988) sprawił, że problem tego zaburzenia znalazł się w centrum zainteresowania społecznego i odebrał nagrody Oscara i Złoty Glob. Za postać producenta filmowego-dziwaka ze świata show biznesu w czarnej komedii Barry’ego Levinsona Fakty i akty (Wag the Dog, 1997) był po raz siódmy nominowany do nagrody Oscara.

## Życie prywatne
Od 4 maja 1969 do 6 października 1980 był żonaty z baletnicą Anne Byrne, z którą ma córkę Jennę Byrne (ur. 15 października 1970), fotografkę. Ma także pasierbicę Karinę (ur. 1966). 12 października 1980 ożenił się z prawniczką Lisą Gottsegen. Mają czwórkę dzieci: dwóch synów – Jacoba Jake’a Hoffmana (ur. 20 marca 1981) i Maxwella (ur. 30 sierpnia 1984) oraz dwie córki – Rebeccę (ur. 17 marca 1983) i Alexandrę (ur. 1987).

## Odznaczenia
- Commandeur Orderu Sztuki i Literatury – Francja, 2009[9]

## Filmografia
- Gwiezdny powóz (The Star Wagon, 1967) jako Hanus Wicks
- The Tiger Makes Out (1967) jako Hap
- Absolwent (The Graduate, 1967) jako Benjamin Braddock
- Miliony Madigana (1968) jako Jason Fister
- Premiere (1968) jako Arthur Greene (1968) (gościnnie)
- Sunday Father (1969) jako Niedzielny ojciec; film krótkometrażowy
- John i Mary (John and Mary, 1969) jako John
- Nocny kowboj (Midnight Cowboy, 1969) jako Enrico Ratso Rizzo
- Arthur Penn, 1922-: Themes and Variants  (1970)
- Mały Wielki Człowiek (Little Big Man, 1970) jako Jack Crabb
- Nędzne psy (Straw Dogs, 1971) jako David Sumner
- Kim jest Harry Kellerman... (1971) jako Georgie Soloway
- The Point (1971) jako narrator
- Alfredo, Alfredo (1972) jako Alfredo
- Papillon (1973) jako Louis Dega
- Lenny (1974) jako Lenny Bruce
- Maratończyk (Marathon Man, 1976) jako Thomas Levy
- Wszyscy ludzie prezydenta (All the President’s Men, 1976) jako Carl Bernstein
- Zwolnienie warunkowe (Straight Time, 1978) jako Max Dembo
- Agata (Agatha, 1979) jako Wally Stanton
- Sprawa Kramerów (Kramer vs. Kramer, 1979) jako Ted Kramer
- Tootsie (1982) jako Michael Dorsey / Dorothy Michaels
- Śmierć komiwojażera (Death of a Salesman, 1985) jako Willy Loman
- Ishtar (1987) jako Chuck Clarke
- Rain Man (1988) jako Raymond Babbitt
- Simpsonowie (The Simpsons, 1989) jako pan Bergstrom (głos)
- Rodzinny interes (Family Business, 1989) jako Vito
- Dick Tracy (1990) jako Mumbles
- Hook (1991) jako kapitan Jakub Hak
- A Wish for Wings That Work (1991) jako Cross-Dressing Cockroach
- Billy Bathgate (1991) jako Dutch Schultz
- Przypadkowy bohater (Hero, 1992) jako Bernie Laplante
- Epidemia (Outbreak, 1995) jako Sam Daniels
- Uśpieni (Sleepers, 1996) jako Danny Snyder
- American Buffalo (1996) jako Teach
- Miejski obłęd (Mad City, 1997) jako Max Brackett
- Fakty i akty (Wag the Dog, 1997) jako Stanley Motss
- Kula (Sphere, 1998) jako dr Norman Goodman
- Arytmetyka diabła (The Devil’s Arithmetic, 1999) jako prezenter
- Joanna d’Arc[10] (1999)  jako Wielki Inkwizytor
- Być jak John Malkovich (Being John Malkovich, 1999) jako on sam
- Mila księżycowego światła (Moonlight Mile, 2002) jako Ben Floss
- Ława przysięgłych (The Runaway Jury, 2003) jako Wendell Rohr
- Przekręt doskonały (Confidence, 2003) jako Winston King
- Lemony Snicket: Seria niefortunnych zdarzeń (2004) jako Krytyk
- Jak być sobą (I Heart Huckabees, 2004) jako Bernard Jaffe
- Marzyciel (Finding Neverland, 2004) jako Charles Frohman
- Poznaj moich rodziców (Meet the Fockers, 2004) jako ojciec Grega
- Hawana – miasto utracone (The Lost City, 2005) jako Meyer Lansky
- Zebra z klasą (Racing Stripes, 2005) jako Tucker (głos)
- Pohamuj entuzjazm[11] (2005) jako przewodnik Larry’ego #1
- Pachnidło (Perfume: The Story of a Murderer, 2006) jako Giuseppe Baldini
- Przypadek Harolda Cricka (Stranger Than Fiction, 2006) jako prof. Jules Hilbert
- Holiday (The Holiday, 2006) jako on sam
- Pana Magorium cudowne emporium[12], 2007) jako pan Edward Magorium
- Kung Fu Panda  (2008) jako Shifu
- Po prostu miłość  (2008) jako Harvey Shine
- Poznaj naszą rodzinkę (Little Fockers, 2010) jako Bernard „Bernie” Focker
- Jews and Baseball: An American Love Story (2010) jako narrator
- Kung Fu Panda 2  (2011) jako Shifu
- Pan Hoppy i żółwie (Roald Dahl’s Esio Trot, 2014) jako pan Hoppy
- Chór (Boychoir, 2014) jako pan Carvelle
- Strategia mistrza (The Program, 2015) jako Bob Hamman
- W labiryncie (L’uomo del labirinto, 2019) jako doktor Green

## Nagrody
| Rok  | Nagroda                                         | Kategoria                                             | Film                                     |
| ---- | ----------------------------------------------- | ----------------------------------------------------- | ---------------------------------------- |
| 1968 | Nagroda BAFTA                                   | Najbardziej obiecujący nowicjusz                      | Absolwent (1967)                         |
| 1968 | Złoty Glob                                      | Najbardziej obiecujący aktor                          | Absolwent (1967)                         |
| 1969 | Nagroda BAFTA                                   | Najlepszy aktor pierwszoplanowy                       | John i Mary (1969) i Nocny kowboj (1969) |
| 1970 | David di Donatello                              | Najlepszy aktor zagraniczny                           | Nocny kowboj (1969)                      |
| 1977 | David di Donatello                              | Najlepszy aktor zagraniczny                           | Maratończyk (1976)                       |
| 1980 | David di Donatello                              | Najlepszy aktor zagraniczny                           | Sprawa Kramerów (1979)                   |
| 1980 | Nagroda Akademii Filmowej                       | Najlepszy aktor pierwszoplanowy                       | Sprawa Kramerów (1979)                   |
| 1980 | Złoty Glob                                      | Najlepszy aktor w filmie dramatycznym                 | Sprawa Kramerów (1979)                   |
| 1984 | Nagroda BAFTA                                   | Najlepszy aktor                                       | Tootsie (1982)                           |
| 1984 | Złoty Glob                                      | Najlepszy aktor w komedii / musicalu                  | Tootsie (1982)                           |
| 1986 | Nagroda Emmy                                    | Najlepszy aktor w miniserialu lub filmie telewizyjnym | Śmierć komiwojażera (1985)               |
| 1986 | Złoty Glob                                      | Najlepszy aktor w miniserialu lub filmie telewizyjnym | Śmierć komiwojażera (1985)               |
| 1989 | Nagroda Akademii Filmowej                       | Najlepszy aktor pierwszoplanowy                       | Rain Man (1988)                          |
| 1989 | Złoty Glob                                      | Najlepszy aktor w filmie dramatycznym                 | Rain Man (1988)                          |
| 1989 | David di Donatello                              | Najlepszy aktor zagraniczny                           | Rain Man (1988)                          |
| 1989 | Nagroda na 39. MFF w Berlinie                   | Honorowy Złoty Niedźwiedź za całokształt twórczości   | –                                        |
| 1996 | 53. Międzynarodowy Festiwal Filmowy w Wenecji   | Złoty Lew za całokształt twórczości                   | –                                        |
| 1997 | Złoty Glob                                      | Nagroda im. Cecila B. DeMille’a                       | –                                        |
| 2003 | Międzynarodowy Festiwal Filmowy w San Francisco | Nagroda im. Petera J. Owensa                          | –                                        |
| 2005 | MTV Movie Awards 2005                           | Najlepszy występ komediowy                            | Poznaj moich rodziców (2004)             |
| 2009 | César                                           | Cezar Honorowy                                        | –                                        |
| 2009 | Annie                                           | Najlepszy aktor głosowy w filmie animowanym           | Kung Fu Panda (2008)                     |
| 2011 | Nagroda Genie                                   | Najlepszy występ aktora w roli drugoplanowej          | Świat według Barneya (2010)              |
| 2012 | Międzynarodowy Festiwal Filmowy w San Sebastián | Nagroda Donostia za całokształt twórczości            | –                                        |